# Canton du Coudray-Saint-Germer
Pour les articles homonymes, voir Coudray et Saint-Germer.
Le canton du Coudray-Saint-Germer est une ancienne division administrative française située dans le département de l'Oise et la région Picardie.

## Géographie
Ce canton a été organisé autour du Coudray-Saint-Germer dans l'arrondissement de Beauvais. Son altitude varie de 56 m (Sérifontaine) à 236 m (Le Vauroux) pour une altitude moyenne de 149 m.

## Histoire
De 1833 à 1848, les cantons d'Auneuil et du Coudray avaient le même conseiller général. Le nombre de conseillers généraux était limité à 30 par département.

## Représentation

### Conseillers d'arrondissement (de 1833 à 1940)
| Période                                  | Période      | Identité                                                          | Étiquette | Qualité |
| ---------------------------------------- | ------------ | ----------------------------------------------------------------- | --------- | --- |
| 1833                                     | 1836         | M. Cressonnier                                                    |           | Propriétaire à Lalandelle                                                                                   |
| 1836                                     | 1847         | Gaëtan René Télesphore de Coucquault Marquis d'Avelon (1806-1849) |           | Officier de cavalerie, Marquis de l'Avelon (hameau de Blacourt), Seigneur de Ville-en-Bray                  |
|                                          |              |                                                                   |           | |
| 1852                                     | 1858         | M. Bertaux                                                        |           | Propriétaire à Saint-Germer                                                                                 |
| 1858                                     | 1877         | M. Gémeau                                                         |           | Chef de bureau au Ministère des Finances, propriétaire rue des Saints-Pères à Paris                         |
| 1877                                     | 1881 (décès) | Anne Marie Élie, Baron de Giresse La Beyrie (1827-1881)           |           | Propriétaire du château d'Avelin, au Coudray-Saint-Germer, maire de Blacourt                                |
| 1881                                     | 1901         | Amédée Germer Delaherche                                          | Droite    | Fabricant de poteries, maire de Lachapelle-aux-Pots                                                         |
| 1901                                     | 1904         | Théophile Rottée                                                  | Radical   | Agriculteur, maire du Coudray-Saint-Germer                                                                  |
| 1904                                     | 1907         | M. Alépée                                                         |           | Négociant, adjoint au maire de Labosse                                                                      |
| 1907                                     |              | M. Hucleux                                                        |           | Conseiller municipal de Cuigy-en-Bray                                                                       |
|                                          |              |                                                                   |           | |
|                                          | 1940         | Maurice Delaherche                                                | Droite    | Maire de Lachapelle-aux-Pots                                                                                |
| 1940                                     |              |                                                                   |           | Les conseils d'arrondissement ont été suspendus par la loi du 12 octobre 1940 et n'ont jamais été réactivés |
| Les données manquantes sont à compléter. |              |                                                                   |           | |

### Conseillers généraux de 1833 à 2015
| Période | Période                   | Identité                                                          | Étiquette          | Qualité |
| ------- | ------------------------- | ----------------------------------------------------------------- | ------------------ | --- |
| 1833    | 1846 (démission)          | Claude Nicolas Didelot                                            | Centre             | Propriétaire à Flavacourt Avocat,procureur du roi à Beauvais, conseiller à la cour d'appel de Paris député des Vosges (1844-1848)       |
| 1847    | 1848                      | Gaëtan René Télesphore de Coucquault Marquis d'Avelon (1806-1849) |                    | Officier de cavalerie Membre du conseil d'arrondissement de Beauvais Marquis de l'Avelon (hameau de Blacourt) Seigneur de Ville-en-Bray |
| 1848    | 1878 (décès)              | André Marie François Nicolas Michel-Walon (1802-1878)             |                    | Huissier de la chambre sous Charles X Propriétaire, maire de Saint-Germer                                                               |
| 1878    | 1886                      | Jean-Baptiste Tourly-Godin (1829-1899)                            | Républicain        | Propriétaire, maire de Lalandelle (1876-1899)                                                                                           |
| 1886    | 1898                      | Horace Moisand (1845-1911)                                        | Droite             | Directeur du Moniteur de l'Oise, Beauvais                                                                                               |
| 1898    | 1904                      | Louis Cressonnier (1843-1914)                                     | Républicain        | Agriculteur Maire de Saint-Pierre-es-Champs                                                                                             |
| 1904    | 1912 (décès)              | Théophile Rottée                                                  | Rad.               | Agriculteur Maire du Coudray-Saint-Germer et ancien conseiller d'arrondissement                                                         |
| 1913    | 1919                      | Georges Kriegelstein                                              | Républicain        | Industriel - Maire de Sérifontaine |
| 1919    | 1926 (démission)          | Jules Lefevre                                                     | Rad.               | Conseiller municipal du Coudray-Saint-Germer                                                                                            |
| 1926    | 1941 (démission d'office) | Raoul Aubaud                                                      | Radical socialiste | Journaliste à Lachapelle-aux-Pots Député de l'Oise (1928-1942) sous-secrétaire d'Etat (1936-1938) Révoqué par le Gouvernement de Vichy  |
|         |                           |                                                                   |                    | |
| 1945    | 1951                      | Pierre Boyer (1882-1966)                                          | PCF                | Représentant de commerce Maire de Sérifontaine (1919-1965)                                                                              |
| 1951    | 1964                      | Etienne Caron                                                     | RPF puis DVD       | Huissier Adjoint au maire du Le Coudray-Saint-Germer                                                                                    |
| 1964    | 2001                      | Michel Commelin                                                   | DVD puis RPR       | Directeur de secrétariat Suppléant du député François Bénard (1958-1978) Député (mars-avril 1978)                                       |
| 2001    | 2015                      | Jean-Louis Aubry                                                  | PS                 | Cadre dans l'industrie Ancien conseiller municipal de Beauvais (1983-1995) Vice-Président du Conseil Général                            |

## Composition
Le canton du Coudray-Saint-Germer a groupé 18 communes et a compté 14 382 habitants (recensement de 1999 sans doubles comptes).
| Communes                | Population (2012) | Code postal | Code Insee |
| ----------------------- | ----------------- | ----------- | ---------- |
| Blacourt                | 410               | 60650       | 60073      |
| Le Coudray-Saint-Germer | 899               | 60850       | 60164      |
| Cuigy-en-Bray           | 817               | 60850       | 60187      |
| Espaubourg              | 376               | 60650       | 60220      |
| Flavacourt              | 699               | 60590       | 60235      |
| Hodenc-en-Bray          | 423               | 60650       | 60315      |
| Labosse                 | 404               | 60590       | 60331      |
| Lachapelle-aux-Pots     | 1 540             | 60650       | 60333      |
| Lalande-en-Son          | 629               | 60590       | 60343      |
| Lalandelle              | 439               | 60850       | 60344      |
| Puiseux-en-Bray         | 339               | 60850       | 60516      |
| Saint-Aubin-en-Bray     | 904               | 60650       | 60567      |
| Saint-Germer-de-Fly     | 1 761             | 60850       | 60577      |
| Saint-Pierre-es-Champs  | 661               | 60850       | 60592      |
| Sérifontaine            | 2 632             | 60590       | 60616      |
| Talmontiers             | 653               | 60590       | 60626      |
| Le Vaumain              | 307               | 60590       | 60660      |
| Le Vauroux              | 489               | 60390       | 60662      |

## Démographie
| 1962  | 1968  | 1975  | 1982   | 1990   | 1999   | 2009 |
| ----- | ----- | ----- | ------ | ------ | ------ | ---- |
| 8 487 | 9 238 | 9 625 | 10 701 | 12 874 | 14 382 | -    |